# Boyz II Men

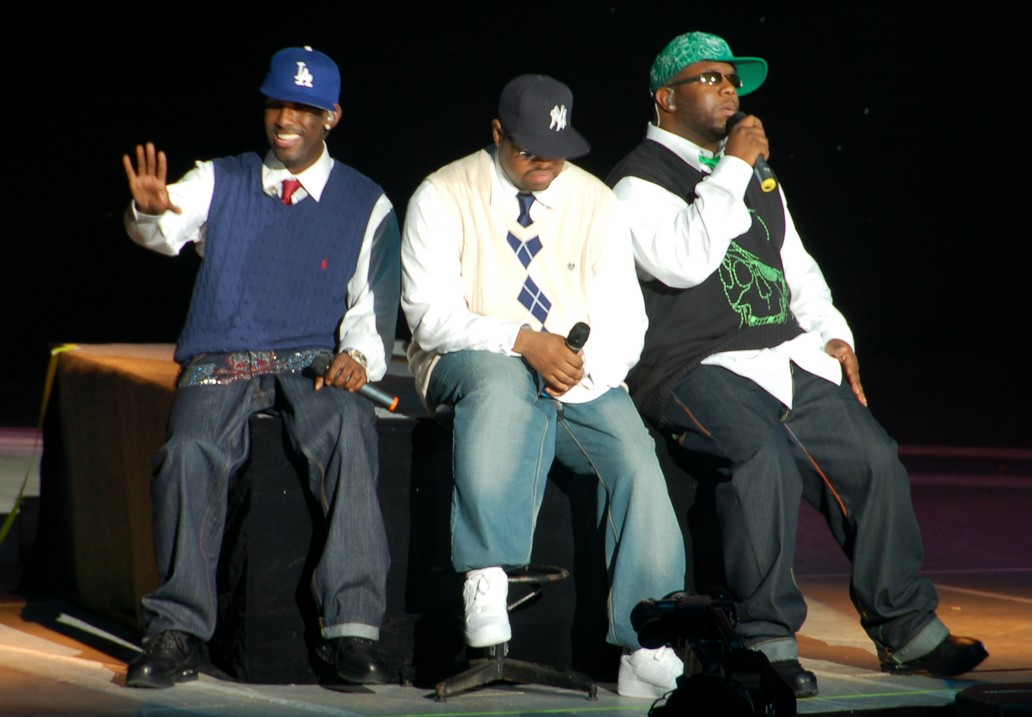
учасники гурту Boyz II Men, 2007

«Boyz II Men» — американський вокальний квартет, заснований у 1988 році у Філадельфії. До його складу увійшли Натан Морріс, Майкл МакКері, Шон Стокман, Марк Нельсон і Вені Морріс.
У 1991 році випустили перший альбом «Cooleyhighharmony», в модному на той час стилі джек-свінг. Від того часу продали по всьому світу понад 60 мільйонів копій своїх записів. Здобули премії «Греммі», American Music Awards, World Music Awards і багато інших, ставши найуспішнішим колективом лейблу «Motown». Гурту належить 7 музичних альбомів — і сім їхніх композицій досягали вершини Billboard Charts.

## Дискографія
| - «Cooleyhighharmony» (1991) / «Cooleyhighharmony (Expanded Edition)» (2009) - «II» (1994) - «Evolution» (1997) - «Nathan Michael Shawn Wanya» (2000) - «Full Circle» (2002) - «Throwback, Vol. 1» (2004) - «The Remedy» (2006) - «Motown: A Journey Through Hitsville USA» (2007) - «Love» (2009) - 4 сентября 2001: Music in High Places (Концерт у Сеулі, Корея) - 25 ноября 2008: Motown: A Journey Through Hitsville USA - 7 декабря 2009: BIIM: Live at Lollapalooza 2009 | - «Christmas Interpretations» (1993) - «The Remix Collection» (1995) - «The Ballad Collection» (1999) - «Legacy: The Greatest Hits Collection» (2001) - «The Best of Boyz II Men» (2003) - «Winter/Reflections» (2005) - 1992: «End of the Road» (13 тижнів) - 1994: «I'll Make Love to You» (14 тижнів) - 1994: «On Bended Knee» (1 тиждень) - 1995: «One Sweet Day» (за участю Мераї Кері) (16 недель) - 1997: «4 Seasons of Loneliness» (1 тиждень) |